# Phare de l'île Uvita
Le phare de l'île Uvita (en espagnol : Faro de la Isla Uvita) est un phare actif situé devant l'entrée du port de Limón, sur la petite île Uvita dans la province de Limón au Costa Rica. Il est géré par l'Autorité portuaire de Puerto Limón.

## Histoire
Le premier feu de signalisation fut installé sur l'île Uvita, à environ 3 km à l'est du port, dès 1878. Le phare actuel date de 1891 et il est le feu d'atterrissage traditionnel de Puerto Limón, le seul port majeur du Costa Rica sur la mer des Caraïbes.
Le Musée national du Costa Rica possède l'histoire de l'île et de son phare . Le phare a été financé par des fonds privés et préfabriqué à Londres. Le Chemin de fer du Costa Rica a pris le contrôle du phare en 1930 et l'a maintenu jusqu'à ce que la JAPDEVA en devienne propriétaire en 1964. Il est accessible uniquement par bateau.
 

## Description
Ce phare est une tour métallique à claire-voie, avec une galerie et une balise de 25 m de haut. La pour est peinte en blanc. Il émet, à une hauteur focale d'environ 41 m, un éclatblanc par période de 10 secondes. Sa portée est de 5 milles nautiques (environ 9 km).
Identifiant : ARLHS : COS-006 - Amirauté : J6068 - NGA : 110.16504 .

### Lien connexe
- Liste des phares du Costa Rica